# Rabodanges
Rabodanges est une ancienne commune française, située dans le département de l'Orne en région Normandie, devenue le 1er janvier 2016 une commune déléguée au sein de la commune nouvelle de Putanges-le-Lac.
Elle est peuplée de 174 habitants.

## Toponymie
La paroisse se nommait jusqu'en 1650 Culley.
Le nom de la localité est attesté sous la forme Rabodange en 1793 et en 1801.
Toponyme d'origine flamande, Rabodanges représente une forme francisée de Rabodinghes, famille établie en Normandie depuis le XVIe siècle et originaire de Rabodinghes à Wisques (Pas-de-Calais).

## Histoire
Le nom actuel Rabodanges résulte du transfert du titre des marquis de Rabodanges, dont la famille seigneuriale possédait la terre de Culley-sur-Orne en plus de son fief de Rabodinghes situé en Artois près de Saint-Omer. Le titre de noblesse fut élevé en « marquis de Rabodanges » par Louis XIV. Le dernier représentant de cette famille établie en Normandie depuis le XVIe siècle, est décédé sans postérité en 1792.
Le 1er janvier 2016, Rabodanges intègre avec huit autres communes la commune de Putanges-le-Lac créée sous le régime juridique des communes nouvelles instauré par la loi no 2010-1563 du 16 décembre 2010 de réforme des collectivités territoriales. Les communes de Chênedouit, La Forêt-Auvray, La Fresnaye-au-Sauvage, Ménil-Jean, Putanges-Pont-Écrepin, Rabodanges, Les Rotours, Saint-Aubert-sur-Orne et Sainte-Croix-sur-Orne deviennent des communes déléguées et Putanges-Pont-Écrepin est le chef-lieu de la commune nouvelle.

## Politique et administration
| Période                                  | Période       | Identité                    | Étiquette | Qualité |
| ---------------------------------------- | ------------- | --------------------------- | --------- | --- |
| 1790                                     | 1792          | Jean Gondouin               | SE        | |
| 1792                                     | 1794          | René Gondouin               | SE        | |
| 1794                                     | 1800          | Marin Beaujardin            | SE        | |
| 1800                                     | 1813          | Jean-François Gondouin      | SE        | |
| 1813                                     | 1830          | M. Desmoutis                | SE        | |
| 1830                                     | 1833          | Jacques Libert              | SE        | |
| 1833                                     | 1847          | Jean d'Arpentigny           | SE        | |
| 1847                                     | 1871          | Théodore Verrier            | SE        | |
| 1871                                     | 1881          | François Lireux             | SE        | |
| 1881                                     | 1900          | Gustave Genu                | SE        | |
| 1900                                     | 1912          | Honoré Rabot                | SE        | |
| 1912                                     | 1920          | Théodomire Fortin           | SE        | |
| 1920                                     | 1926          | Louis Chrétien              | SE        | |
| 1926                                     | 1971          | Étienne Le Sassier Boisauné | RI        | Agriculteur, sénateur de l'Orne (1946-1965), conseiller général du canton de Putanges (1931-1940) et (1945-1964) |
| 1971                                     | 1982          | Jacques Le Sassier Boisauné | SE        | Agriculteur |
| 1982                                     | mars 2008     | Bernard Edeline             | SE        | Agriculteur |
| mars 2008                                | décembre 2015 | Yvette Ruban                | SE        | Retraitée |
| Les données manquantes sont à compléter. |               |                             |           | |

## Démographie
L'évolution du nombre d'habitants est connue à travers les recensements de la population effectués dans la commune depuis 1793. À partir du 1er janvier 2009, les populations légales des communes sont publiées annuellement dans le cadre d'un recensement qui repose désormais sur une collecte d'information annuelle, concernant successivement tous les territoires communaux au cours d'une période de cinq ans. 
Pour les communes de moins de 10 000 habitants, une enquête de recensement portant sur toute la population est réalisée tous les cinq ans, les populations légales des années intermédiaires étant quant à elles estimées par interpolation ou extrapolation. Pour la commune, le premier recensement exhaustif entrant dans le cadre du nouveau dispositif a été réalisé en 2005,.
En 2022, la commune comptait 174 habitants, en évolution de +2,96 % par rapport à 2016 (Orne : −1,53 %, France hors Mayotte : +2,49 %).
En 1831, la commune comptait 760 habitants.
| 1793 | 1800 | 1806 | 1821 | 1836 | 1841 | 1846 | 1851 | 1856 |
| ---- | ---- | ---- | ---- | ---- | ---- | ---- | ---- | ---- |
| 612  | 563  | 651  | 697  | 736  | 685  | 695  | 586  | 534  |

| 1861 | 1866 | 1872 | 1876 | 1881 | 1886 | 1891 | 1896 | 1901 |
| ---- | ---- | ---- | ---- | ---- | ---- | ---- | ---- | ---- |
| 553  | 508  | 458  | 410  | 434  | 423  | 403  | 402  | 370  |

| 1906 | 1911 | 1921 | 1926 | 1931 | 1936 | 1946 | 1954 | 1962 |
| ---- | ---- | ---- | ---- | ---- | ---- | ---- | ---- | ---- |
| 361  | 333  | 301  | 301  | 284  | 252  | 281  | 239  | 250  |

| 1968 | 1975 | 1982 | 1990 | 1999 | 2005 | 2010 | 2015 | 2019 |
| ---- | ---- | ---- | ---- | ---- | ---- | ---- | ---- | ---- |
| 217  | 170  | 168  | 149  | 157  | 167  | 138  | 166  | 177  |

## Lieux et monuments
- Château de Rabodanges (XVIIe siècle).
- Église Saint-Hermeland de Rabodanges.
- Rabodanges est aussi célèbre pour le lac de Rabodanges - lac artificiel constitué en amont du barrage de retenue de Saint-Philbert-sur-Orne - qu'il partage avec quatre communes du canton de Putanges, sur lequel il est possible de pratiquer la pêche et le ski nautique. La base nautique du Motonautique-club de Basse-Normandie se situe sur la commune des Rotours.

## Personnalités liées à la commune
Robert d'Aguiló, d'Aculley, de Culley ou Colei ou plutôt Robert Burdet, aventurier normand qui se déplaça durant la Reconquista de la Normandie vers la Catalogne au XIe siècle, était né à Cullei (l'actuel Rabodanges).